# Superstock 1000 FIM Cup 2008
Superstock 1000 FIM Cup 2008 kördes tillsammans med Superbike-VM på europeiska banor. Mästare blev Brendan Roberts från Australien, efter att ha vunnit finalen på Portimão.

## Delsegrare
| Bana           | Vinnare           | Märke  |
| -------------- | ----------------- | ------ |
| Valencia       | Brendan Roberts   | Ducati |
| Assen          | Maxime Berger     | Honda  |
| Monza          | Xavier Siméon     | Suzuki |
| Nürburgring    | Brendan Roberts   | Ducati |
| Misano         | Alessandro Polita | Ducati |
| Brno           | Maxime Berger     | Honda  |
| Brands Hatch   | Maxime Berger     | Honda  |
| Donington Park | Xavier Siméon     | Suzuki |
| Magny-Cours    | Matej Smrz        | Honda  |
| Portimão       | Brendan Roberts   | Ducati |

## Slutställning
| Plats | Förare            | Märke  | Poäng |
| ----- | ----------------- | ------ | ----- |
| 1     | Brendan Roberts   | Ducati | 147   |
| 2     | Maxime Berger     | Honda  | 145   |
| 3     | Alessandro Polita | Ducati | 137   |
| 4     | Xavier Siméon     | Suzuki | 136   |
| 5     | Michele Pirro     | Yamaha | 102   |
| 6     | Matej Smrz        | Honda  | 84    |